# Rosa transmorrisonensis
Rosa transmorrisonensis är en rosväxtart som beskrevs av Bunzo Hayata. Rosa transmorrisonensis ingår i släktet rosor, och familjen rosväxter. Utöver nominatformen finns också underarten R. t. taiwanensis.